# کاگلیوسترو (فیلم ۱۹۷۵)
«کاگلیوسترو» (انگلیسی: Cagliostro) فیلمی در ژانر زندگی‌نامه‌ای است. از بازیگران آن می‌توان به کورد یورگنس، روزانا اسکیافینو، رابرت آلدا، ماسیمو جیروتی، و آلساندرو هابر اشاره کرد.